# サイドリングヒルの戦い
サイドリングヒルの戦い（サイドリングヒルのたたかい、英語: Battle of Sideling Hill）は1756年4月4日、イギリス民兵とデラウェア族の間の小規模な戦闘。
1756年4月、コノコチーグ山近くのマッコード砦がインディアンに襲われ、死者と捕虜を合計27人出した。逃げたインディアンに民兵3部隊が追撃したが、うち2部隊は追いつく前に全滅、アレクサンダー・カルバートソン率いる1部隊のみサイドリングヒルでマッコード砦を襲ったインディアン部隊に追いついた。2時間の戦闘ののち、イギリス民兵もインディアンも夥しい損害を出したが、シンガス率いるデラウェア族の増援が到着したため、イギリス側は敗れた。